# Vejstrup Vandmølle
Vejstrup Vandmølle er en overfaldsmølle med to hjul opført i 1838, beliggende ved Vejstrup Å i
Svendborg Kommune, og har oprindeligt hørt under herregården Vejstrupgård; Der har været vandmølle på stedet siden 1500-tallet. Ved siden af vandmøllen lå der fra 1850 til 1922 en hollandsk vindmølle.
Møllebygningen er opført i egebindingsværk, med halvvalmet stråtækt tag. Møllen var i drift til 1975 og stigbord og malekarm er bevaret; Den fungerer nu som museumsmølle, og var på et frimærke fra 1988 (kr. 7,10).

## Eksterne kilder og henvisninger
- Møllebygninger i Danmark, Redegørelse og status 1993 via fredningslisten på kulturarv.dk
- Om møllen Arkiveret 19. november 2013 hos  Wayback Machine på moellearkivet.dk

55°6′6.36″N 10°42′19.62″Ø / 55.1017667°N 10.7054500°Ø